# Гра в жертву
Гра в жертву (також відоме як «вдавання жертви», «картка жертви» або «самовіктимізація») — це вигадування або перебільшення пригніченого стану особою з різних причин, наприклад задля виправдання жорстокого поводження з іншими, маніпулювання іншими, або як стратегія розв'язання власних проблем, привернення уваги до себе чи розділення відповідальності. Людина, яка неодноразово робить це, відома як «професійна жертва».

## Для насильства
Жертва, яку грають насильники, має такі риси:
- Дегуманізація, відведення уваги від факту вчиненого насильства, запевняючи, що насильство було виправдане через погану поведінку другої особи (як правило, жертви).
- Обумовлення насильницької влади та її контролю[en], через вимагання симпатії від інших, щоб отримати їхню поміч у підтримці або сприянні жорстокому поводженню з жертвою (відоме як насильство через довіру).

Насильники часто грають у роль жертви. Задля двох цілей:
- Виправдання для самих себе в транзакційному аналізі, відомому як екзистенціальна перевірка, як спосіб боротьби з когнітивним дисонансом, який є результатом невідповідності між тим, як вони ставляться до інших, і тим, у що вони вірять про себе.
- Виправдання перед іншими як стратегія уникнення або відхилення від суворого судження чи засудження, яких вони можуть боятися з боку інших.

## Для маніпуляції
Маніпулятори часто грають роль жертви («бідна я»), зображуючи себе жертвами обставин або чиєїсь поведінки, щоб отримати жалість чи симпатію або викликати співчуття і тим самим щось від когось отримати. Турботливі та сумлінні люди терпіти не можуть, коли хтось страждає, а маніпулятору часто легко й корисно грати на співчутті, щоб отримати допомогу.
Хоча гра у жертву може бути дуже успішною у досягненні цілей у короткостроковій перспективі, цей метод, як правило, менш успішний у довгостроковій перспективі:
Талант жертв до великої драми притягує людей до них. Їх постійний пригнічений стан виявляє в інших альтруїстичні почуття. Важко ігнорувати постійні крики про допомогу. Однак у більшості випадків допомога надається короткочасно. І помічники швидко фізично чи емоційно вигорають; ніщо не допомагає полегшити жалюгідне становище жертви; попри будь-яку допомогу ззовні покращення не відбувається. Будь-які зусилля рятівників ігноруються, применшуються або сприймаються вороже. Не дивно, що рятівники все більше розчаровуються — і йдуть геть.

## Інші цілі
Гра у жертву також використовується як техніка привернення уваги (див. наприклад «синдром Мюнхгаузена»).

## Основна психологія
Трансакційний аналіз відрізняє реальних жертв від тих, хто недобросовісно приймає цю роль, ігноруючи власні можливості покращити свою ситуацію. Серед передбачуваних міжособистісних «ігор», які психіатр Ерік Берн назвав поширеними серед акторів-жертв, є «Подивіться, як я старався» та «Дерев'яна нога».
Рональд Девід Лейн вважав, що «на практиці важко визначити, чи є стосунки змовою, або до якої міри вони її мають» — коли «одна особа є здебільшого пасивною жертвою», а коли вона просто грає роль жертви. Проблема посилюється, коли модель віктимізації була інтерналізована, можливо, у формі подвійних взаємних стосунків.
Теорія об'єктних відносин дослідила, як опановування фальшивим «Я» може створити постійне відчуття віктимізації — відчуття постійного перебування в руках зовнішньої долі.
Щоб звільнитися від негативного комплексу та уникнути пасивності стану віктимності — потрібно взяти на себе відповідальність за власні бажання та дії у довгостроковій перспективі.